# Petrowe (obwód odeski)
Petrowe – wieś na Ukrainie, w obwodzie odeskim, w rejonie bielajewskim. W 2001 roku liczyła 915 mieszkańców.
Do 2016 roku miejscowość nosiła nazwę Petriwśke.